# Dębina Pomorska
Dębina Pomorska – nieczynny przystanek kolejowy położona w Dębinie, w powiecie gryfińskim, w województwie zachodniopomorskim, w Polsce.